# Zonă metropolitană

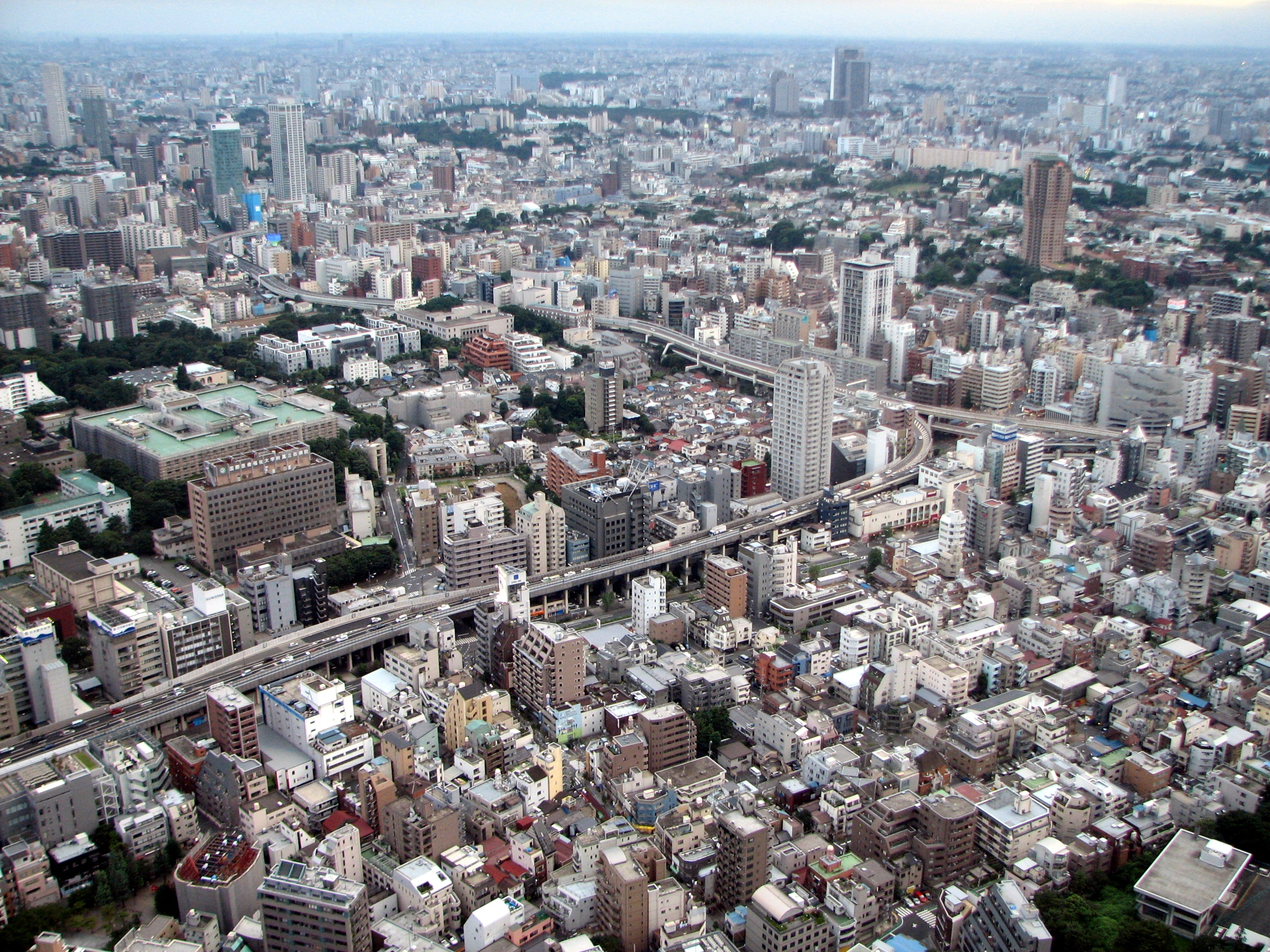
Zona metropolitană din vestul metropolei Tokyo.

O zonă metropolitană este un centru mare urban, format dintr-o metropolă mare și zona sa adiacentă de influență. Unul sau mai multe orașe din zonă se constituie drept centrul de dezvoltare al întregii zone, care va purta, de obicei, denumirea celui mai important oraș component.
În întreaga lume sunt peste 115 astfel de zone metropolitane. Printre cele mai populate (împreună cu orașele lor adiacente) se numără Tokyo, Chongqing, New York City, Shanghai, Ciudad de México, Mumbay, ș.a.m.d..

## Cele mai mari aglomerații urbane ale lumii
În următorul tabel sunt prezentate unele dintre cele mai mari aglomerații urbane ale lumii, conform statisticilor din anul 2010,
| Zona metropolitană | Populația rezidentă în aglomerațiile urbane la nivelul anului 2010 | Țara                       | Imagine panoramică |
| ------------------ | ------------------------------------------------------------------ | -------------------------- | ------------------ |
| Mumbay             | 21.900.967 loc.                                                    | India                      |                    |
| Boston             | 7.609.358 loc.                                                     | Statele Unite ale Americii |                    |
| Brasília           | 3.455.215 loc.                                                     | Brazilia                   |                    |
| Buenos Aires       | 14.235.106 loc.                                                    | Argentina                  |                    |
| Cairo              | 19.439.541 loc.                                                    | Egipt                      |                    |
| Calcutta           | 15.644.040 loc.                                                    | India                      |                    |
| Santiago de Cali   | 3.168.590 loc.                                                     | Columbia                   |                    |
| Cape Town          | 5.083.934 loc.                                                     | Africa de Sud              |                    |
| Caracas            | 5.196.514 loc.                                                     | Venezuela                  |                    |
| Casablanca         | 3.631.061 loc.                                                     | Maroc                      |                    |
| Chengdu            | 11.000.670 loc.                                                    | Republica Populară Chineză |                    |
| Chicago            | 11.541.854 loc.                                                    | Statele Unite ale Americii |                    |
| Chittagong         | 4.043.709 loc.                                                     | Bangladesh                 |                    |
| Chongqing          | 31.442.300 loc.                                                    | Republica Populară Chineză |                    |
| Curitiba           | 3.575.633 loc.                                                     | Brazilia                   |                    |
| Dallas             | 6.655.261 loc.                                                     | Statele Unite ale Americii |                    |